# Nicolas Théodore de Saussure
Nicolas-Théodore de Saussure (14 tháng 10 năm 1767, ở Geneva – 18 tháng 4 năm 1845, ở Geneva ) là một nhà hóa học và là sinh viên của sinh lý học thực vật người Thụy Sĩ, người đã có những tiến bộ về tinh dịch trong hóa thực vật. Ông là một trong những người tiên phong chính trong nghiên cứu về quang hợp.

## Tiểu sử
Nicolas-Théodore de Saussure sinh ra trong một gia đình Genevan giàu có, quý phái, nhiều thành viên có thành tựu trong ngành khoa học tự nhiên, bao gồm cả thực vật học. Ông là con thứ hai của Horace-Bénédict de Saussure (1740–1799),là một nhà địa chất học, nhà khí tượng học, nhà vật lý và thám hiểm núi cao, và Albertine-Amélie Boissier (1745–1817). Người ông chú của ông, Charles Bonnet, là một nhà tự nhiên học nổi tiếng với nghiên cứu bao gồm các thí nghiệm trên lá cây. Ông nội của ông Nicolas de Saussure là một nhà nông học nổi tiếng, người mà Nicolas-Théodore được đặt tên. Nicolas-Théodore được gọi là "Théodore" để phân biệt ông với ông nội, và ông đã xuất bản các bài báo chuyên môn của mình dưới tên Théodore de Saussure sau khi cha ông qua đời. (Khi cha ông còn sống, các bài báo của Théodore đã được xuất bản dưới tên "de Saussure fils", cũng như phong tục trong ngày dành cho con trai của các nhà khoa học có cùng họ.)